# Callicebus regulus
El tití de cabeza roja (Callicebus regulus) es una especie de primate platirrino endémico en Brasil. Habita en el estado brasilero de Amazonas, entre el alto Solimões, el bajo Javarí y la ribera occidental del Juruá desde la desembocadura del Solimões hasta los 7º Sur. La especie es Simpátrica con Callicebus cupreus en el interfluvio Juruá-Solimões. En la Lista Roja de la UICN se considera una especie bajo preocupación menor, por su amplio rango de distribución y la falta de evidencia de declive poblacional.